# Litoraxius
Litoraxius is een geslacht van kreeftachtigen uit de klasse van de Malacostraca (hogere kreeftachtigen).

## Soort
- Litoraxius boshu Komai & Tachikawa, 2007